# Jan Baptist van Brouchoven

Wapenschild van de familie De Brouchoven de Bergeyck

Jan Baptist van Brouchoven ('s-Hertogenbosch 17 september 1619 - Toulouse 13 november 1681)  eerste graaf van Bergeyck was een belangrijk Zuid-Nederlands politicus in de Spaanse Nederlanden.

## Familie
In 1607 waren de zes zoons van de vooraanstaande familie Van Brouchoven (ook Van Broeckhoven) uit 's-Hertogenbosch, die afstamden van de adellijke familie Van Rode, in de adel van het Heilige Roomse Rijk opgenomen. In 1620 was de adellijke titel, die geen rechtskracht had in de Nederlanden, door de landvoogden Albrecht en Isabella bevestigd. Een van die broers was Gerard van Brouchoven (1580-1638), die schepen van 's-Hertogenbosch werd.
Gerard van Brouchoven en zijn Brusselse vrouw Catherina Maes (†1660) hadden twee in Den Bosch geboren zoons, met wie ze rond 1630 om politieke en godsdienstige redenen naar Zuid-Brabant uitweken en zich in Lier vestigden. Ook Gerards' broer, Rogier van Brouchoven († 1656) week met zijn gezin naar Zuid-Brabant uit. Hij werd drossaard van Rumst en zijn kinderen, kleinkinderen en achterkleinkinderen bekleedden de functies van schepen en burgemeester van Antwerpen.
De jongste van de twee zoons van Gerard, Antoon-Ferdinand van Brouchoven (°'s-Hertogenbosch 20 september 1622) werd eerst schouteet van Lier en werd in 1658 poorter van Antwerpen om het jaar daarop naar Brussel te vertrekken waar hij bijna zonder onderbreking twintig jaar lang fungeerde als schepen, als thesaurier en zelfs tweemaal als burgemeester. In 1679 nam hij ontslag om te worden opgevolgd door zijn zoon Jean-Jacques van Brouchoven, die tot in 1710, jaar van zijn dood, schepen of thesaurier van Brussel was.

## Jan-Baptist in Antwerpen
De oudste zoon van Gerard, Jan-Baptist van Brouchoven, vertrok van Lier naar Antwerpen, waar hij in 1642 als poorter werd ingeschreven en in 1643-44 al schepen was. Hij leerde er Hélène Fourment (1614-1673), de jonge weduwe van Peter Paul Rubens (1577-1640) kennen, die in het grote 'Rubenshuis' was achtergebleven met haar vijf jonge kinderen, die tussen tien en drie jaar oud waren. Uit hun relatie werd een kind geboren dat op 9 oktober 1644 in de Sint-Andrieskerk als Jan van Brouchoven werd gedoopt. Het jaar daarop trouwden de ouders.
Er kwamen nog vijf wettige kinderen zich voegen bij de vijf kinderen uit het huwelijk Rubens-Fourment en bij de gelegitimeerde Jan. Het waren:
- Catharina (°1646) die trouwde met Gilles de Paepe, chef-president van de Geheime Raad,
- Maria-Ferdinande (°1648) die karmelietes werd,
- Hyacinth (1650-1707) die lid werd van de Grote Raad van Mechelen, raadsheer van de Consejo de Flandes, lid van de Raad van State en voorzitter van de Grote Raad van Mechelen,
- Nicolaas (1653-1716), die griffier en lid van de Raad van Financies werd,
- Isabelle die trouwde met Emanuel José de Portugal-Cortizos, markies van Villaflores, lid van de Spaanse Geheime Raad in Madrid.

Hij was uiteraard, als stiefvader, ook de opvoeder van de vijf jonge kinderen van Pieter Paul Rubens en Helena Fourment:
- Clara-Johanna (1632-1689), die trouwde met Filips van Parijs, raadsheer en ontvanger-generaal van de Staten van Brabant,
- Frans (1633-1678) die schepen werd van Antwerpen en raadsheer in de Raad van Brabant,
- Isabella (1635-1652),
- Pieter Paul (1637-1684) die stierf als priester in Turnhout,
- Constance (1641-na 1709) die kloosterlinge werd.

In 1648 en 1649 was Jan-Baptist tesaurier van Antwerpen.

## In Spaanse dienst
In 1650 begon zijn curriculum in rechtstreekse dienst van de Spaanse overheid. Hij werd 'gewoon commissaris voor de aanmonstering' en het jaar daarop raadsheer op het stuk van de krijgsmacht. In 1655 volgde de belangrijke bevordering tot raadsheer in de Raad van Financiën. In 1660 werd hij 'superintendant voor de aanmonstering (van militairen)', functie die hij eerst als adjunct had uitgeoefend.
In 1663 werd hij raadsheer bij de Consejo de Flandes in Madrid, wat hij bleef tot het einde van zijn leven. Deze raad vormde, samen met de koning, de landvoogd en de drie 'Collaterale Raden' in Brussel, de centrale regering van de Spaanse Nederlanden. In 1665 kreeg hij de titel van 'Baron van Bergeyck' als erkenning voor twintig jaar goede diensten. Hetzelfde jaar werd hij lid van de Raad van State in de Nederlanden. Hij mocht toen naar Brussel terugkeren, zonder zijn zetel in Madrid te verliezen. Dit dubbele lidmaatschap verleende hem een duidelijk sterke positie. 
Het cumuleren van functies en wedden, evenals zijn invloed zowel in Brussel als in Madrid waren niet altijd welgevallig aan zijn collega's en hij maakte zich enkele stevige vijanden. De steun en het vertrouwen van de Spaanse koning genoot hij alvast. Tijdens de Devolutieoorlog werd hij, in het najaar van 1667 naar Den Haag gezonden om er te onderhandelen over een alliantie met Engeland, de Hollandse provincies en de Duitse vorsten. Op 6 mei 1668 eindigde de Devolutieoorlog met de Vrede van Aken. Die vrede werd in naam van Spanje door Brouchoven ondertekend. In 1672 werd baron van Bergeyck als buitengewoon gezant naar de Duitse vorsten gestuurd voor onderhandelingen.
Helena Fourment overleed in Brussel op 15 juli 1673 en het stoffelijk overschot werd in Antwerpen in de grafkelder van Rubens bijgezet. Al in april 1674 hertrouwde Jan-Baptist met Marie-Françoise d'Ennetières, weduwe van ridder Hendrik van Croonendaele. Zij was de dochter van Jacques d'Ennetières die al sinds 1649 tesaurier-generaal van Financies was, hierin werd opgevolgd door zijn zoon Philippe-François, en vervolgens door Jan van Brouchoven.
In 1674 was de derde Hollands-Engelse oorlog afgelopen en in december van dat jaar werd Bergeyck als waarnemend ambassadeur naar Londen gestuurd, waar hij de Spaanse belangen zou behartigen tot in mei 1675. In januari 1676 werd hij door de landvoogd op zending naar Madrid gestuurd, waar hij aan de koning de droevige toestand moest gaan uiteenzetten waarin het leger zich in de Nederlanden bevond. Hij moest er vaststellen hoe slecht het was gesteld met de regeringsloze en beslissingsloze leidende kringen in de Spaanse hoofdstad.
In augustus 1676 werd Jan-Baptist opnieuw tot buitengewoon gezant in Londen benoemd en nog voor hij vertrok werd hij op 9 december 1676, voor vierendertig jaren trouwe dienst tot graaf verheven. Pas in maart 1677 vertrok hij naar Londen, met als opdracht een verbond met Engeland te bespreken. In juli 1677 was hij al in Brussel terug en vandaar vertrok hij naar Madrid om er zijn taken bij het Consejo de Flandes weer op te nemen.
Toen hij, wellicht definitief, naar de Nederlanden wilde terugkeren, werd hij onderweg ziek en overleed hij in Toulouse. Hij werd er begraven, terwijl zijn hart naar Lier werd overgebracht en in de graftombe van zijn ouders in de Sint-Gummaruskerk werd bijgezet. Hij had ondertussen voor de carrière van zijn kinderen en stiefkinderen gezorgd, meer bepaald voor die van Jan van Brouchoven die in belang en invloed weldra zijn vader zou overstijgen.